# Alfred Furmański
Alfred Furmański ps. „Maciej”, nazwisko okupacyjne Józef Hoffmann (ur. 9 grudnia?/22 grudnia 1909 w Zasławiu, zm. 12 sierpnia 1944 w Żabikowie) – oficer Wojska Polskiego, WTOP i AK.

## Życiorys
Alfred Furmański, syn Józefa i Franciszki, w czasie rewolucji bolszewickiej wraz z matką przeniósł się do Siedlec i tam po skończeniu szkoły powszechnej uczęszczał do gimnazjum. Potem przeniósł się do Warszawy. Odbył służbę wojskową w 61 pułku piechoty i ukończył szkołę podoficerską. Wstąpił do szkoły podchorążych dla podoficerów zawodowych. Po ćwiczeniach w Bydgoszczy został dowódcą plutonu.
W 1939 brał udział w bojach odwrotowych na odcinku Kutno-Sochaczew i w obronie Warszawy. Dowodził wówczas plutonem zwiadu kolarskiego, a w Warszawie kompanią 61 Pułku Piechoty. W tym samym roku został osadzony przez Niemców w oflagu XIB, w Brunszwiku. W czasie transportu do oflagu IIC w Woldenburgu zbiegł z transportu kolejowego w Palędziu pod Poznaniem 22 czerwca 1940. Schronienia i pomocy udzieliła mu łączniczka ZWZ, Gertruda Stankiewicz, która ulokowała go we wsi Dąbrowa. Następnie Furmański został zaopatrzony w fałszywe dokumenty na nazwisko Józef Hoffmann i w lipcu 1940 przerzucony jako robotnik rolny do Podgaju, w powiecie średzkim. Tam pomocy udzielił mu Michał Matłowski. Następnie skontaktował się z Konradem Latanowiczem ("Profesor"). W latach 1941–1942 zorganizował szkielet dowódczy konspiracji średzkiej. Wiosną 1942 został zaprzysiężony do AK przez kpt. Jana Kamińskiego ("Franek"). Przejściowo dowodził Obwodem WTOP Środa Wielkopolska. Oficjalnie był zatrudniony jako robotnik leśny w Janowie.    
W kwietniu 1942 organizował od podstaw Inspektorat Rejonowy Środa Wielkopolska i na wniosek Franciszka Unruga został powołany na jego dowódcę. Prowadził też akcję scaleniową NOB i NOW z AK. Latem 1943, jako oficer zrzutowy, opracował plany odbioru zrzutów lotniczych dla IR Środa Wielkopolska w Janowie i pod Kostrzynem. Był organizatorem placówek odbiorczych "Proso 1" i "Proso 2". Po wykryciu przez Niemców materiałów zrzutowych aresztowany 16/17 września 1943 w gajówce Janowo.      
Alfred Furmański przeszedł ciężkie śledztwo w Domu Żołnierza i Żabikowie. Nie ujawnił swoich danych oraz tajemnic konspiracyjnych. Zmarł w następstwie tortur 12 sierpnia 1944. Jego zgon został odnotowany przez Gestapo z fałszywymi danymi personalnymi w aktach USC w Poznaniu. Został awansowany do stopnia porucznika służby stałej AK.     